# Theridion dubium
Theridion dubium är en spindelart som beskrevs av Bradley 1877. Theridion dubium ingår i släktet Theridion och familjen klotspindlar. Inga underarter finns listade i Catalogue of Life.